# شارمین شه
شارمین شه (انگلیسی: Charmaine Sheh؛ زادهٔ ۲۸ مهٔ ۱۹۷۵) بازیگر، خوانندگی اهل چین است. وی از سال ۱۹۹۷ میلادی تاکنون مشغول فعالیت بوده است.
از فیلم‌ها یا برنامه‌های تلویزیونی که وی در آن نقش داشته است می‌توان به لاین واکر، اعلامیه مرگ، و ماجراهای قصر یانکسی اشاره کرد.